# Мурен (Хентій)
Мурен (монг.: Мөрөн) — сомон аймаку Хентій, Монголія. Площа 2196 км², населення 2,4 тис. Центр сомону селище Мурен лежить за 205 км від Улан-Батора, за 25 км від міста Ундерхаан.

## Соціальна сфера
Є школа, лікарня, сфера обслуговування.